# Sông Sắt
Sông Sắt là một con sông tự nhiên, nằm trong hệ thống sông Đáy, chảy qua các huyện Bình Lục và Lý Nhân của tỉnh Hà Nam, Việt Nam. Sông có vai trò quan trọng trong việc cung cấp nước cho sản xuất nông nghiệp, đặc biệt là trong việc tưới tiêu cho các cánh đồng lúa, và cũng đóng vai trò trong giao thông thủy nội địa.

### Hình Thành và Đặc Điểm
Sông Sắt là một nhánh tự nhiên của sông Đáy. Sông này được hình thành qua quá trình xói mòn, bồi đắp của dòng nước trong suốt hàng nghìn năm. Mặc dù hiện nay một số đoạn của sông có thể đã được cải tạo, nâng cấp hoặc mở rộng để phục vụ các mục đích nông nghiệp và giao thông, nhưng sông Sắt vẫn giữ nguyên nguồn gốc tự nhiên và không phải là một kênh đào nhân tạo.
Sông Sắt có chiều dài khoảng 50 km, chảy qua các huyện Bình Lục và Lý Nhân của tỉnh Hà Nam, với độ rộng và sâu thay đổi tùy vào từng đoạn sông. Nó không chỉ là một con sông tự nhiên mà còn là một phần quan trọng trong mạng lưới các sông nhánh của sông Đáy, góp phần điều hòa dòng chảy và cung cấp nước cho các hoạt động nông nghiệp trong khu vực.

### Vai Trò và Ý Nghĩa
Sông Sắt có vai trò quan trọng trong hệ thống tưới tiêu của khu vực Hà Nam, đặc biệt là trong mùa mưa và mùa khô. Nước từ sông giúp duy trì sự sinh trưởng của cây trồng, chủ yếu là lúa, góp phần không nhỏ vào việc phát triển nông nghiệp tại các vùng đất phù sa bồi đắp ven sông. Ngoài ra, sông còn là tuyến giao thông thủy, giúp việc vận chuyển hàng hóa và kết nối các địa phương trở nên thuận lợi hơn.
Bên cạnh đó, sông Sắt còn có giá trị trong việc duy trì cân bằng sinh thái và bảo vệ môi trường. Các hệ sinh thái ven sông phát triển mạnh mẽ, với nhiều loài thủy sản, thực vật và động vật hoang dã. Nhờ vào sự tồn tại của sông, các hoạt động kinh tế, sinh hoạt và giao thông của cộng đồng dân cư xung quanh được duy trì ổn định.

### Lịch Sử và Cải Tạo
Trong quá trình phát triển của địa phương, sông Sắt đã được cải tạo và điều chỉnh nhằm đáp ứng nhu cầu của con người. Các công trình đê, cống, kênh dẫn đã được xây dựng để điều hòa dòng chảy, tránh lũ lụt và đảm bảo nước tưới cho các vùng canh tác. Mặc dù vậy, nguồn gốc tự nhiên của sông Sắt không thay đổi.

### Kết Luận
Sông Sắt là một phần không thể thiếu trong hệ thống sông Đáy, có vai trò lớn trong phát triển kinh tế, nông nghiệp và giao thông của vùng Hà Nam. Con sông này không chỉ là tài nguyên nước quan trọng mà còn là yếu tố môi trường góp phần duy trì sự sống và phát triển bền vững cho cộng đồng dân cư nơi đây

## Lịch sử hình thành
Sông Sắt là một con sông tự nhiên, nhưng có một số đoạn của nó đã được can thiệp và chỉnh lý bởi con người trong lịch sử, nhằm phục vụ cho các mục đích như giao thông và thủy lợi. Vì vậy, có thể có hai quan điểm khác nhau về sông Sắt:
1. Quan điểm sông tự nhiên: Sông Sắt là một con sông tự nhiên, có nguồn gốc từ các dòng nước tự nhiên, chảy qua nhiều địa phương, như khu vực huyện Lý Nhân, tỉnh Hà Nam. Nó có sự hiện diện từ lâu và được ghi nhận trong lịch sử là một phần của hệ thống sông tự nhiên.
2. Quan điểm sông nhân tạo: Một số người cho rằng Sông Sắt là sông nhân tạo do các hoạt động chỉnh lý, như đào kênh, mở rộng dòng chảy hoặc cải tạo để phục vụ nhu cầu nông nghiệp, giao thông. Những thay đổi này có thể làm người ta nghĩ rằng nó không phải hoàn toàn tự nhiên.

Tóm lại, mặc dù có sự can thiệp của con người để cải tạo sông, Sông Sắt vẫn được coi là sông tự nhiên, vì nguồn gốc và đặc điểm ban đầu của nó là từ tự nhiên.

## Dòng chảy
Sông Sắt chảy qua 3 huyện Bình Lục, Vụ Bản và Ý Yên nhưng điểm khởi đầu và kết thúc lại tiếp giáp với huyện Lý Nhân (trên sông Châu Giang) và thành phố Hoa Lư (trên sông Đáy).
Sông rút nước sông Châu Giang rồi chảy vào Bình Lục lần lượt qua các xã bên tả là Hưng Công, Bối Cầu, Trung Lương; các xã bên hữu là Đồng Du, An Mỹ, An Đổ, Tiêu Động, An Lão.
Qua Bình Lục, Sông vào ranh giới giữa Vụ Bản với Bình Lục và Ý Yên với bên tả ngạn thuộc các xã Minh Thuận, Tân Khanh, Minh Tân thuộc Vụ Bản; bên hữu là Yên Lợi, Yên Minh, Yên Mỹ, Yên Ninh thuộc Ý Yên.
Xuyên vào huyện Ý Yên, sông chảy qua các xã bên tả ngạn là Yên Lương, Yên Thắng, Yên Đồng, Yên Trị và qua các xã bên hữu là Yên Tiến, Yên Khang.
Dòng chảy của Sông Sắt và các phụ lưu của nó là một phần của hệ thống thủy văn phức tạp thuộc khu vực tỉnh Hà Nam, Việt Nam. Dưới đây là mô tả chi tiết về dòng chảy của Sông Sắt và các phụ lưu của nó.

### Dòng Chảy Của Sông Sắt
Sông Sắt là một nhánh của Sông Đáy, bắt nguồn từ khu vực thượng lưu ở phía Tây Bắc của tỉnh Hà Nam và chảy qua các huyện Bình Lục, Lý Nhân trước khi đổ vào Sông Đáy. Dòng chảy của Sông Sắt có đặc điểm:
- Nguồn Gốc và Hướng Chảy: Sông Sắt bắt nguồn từ khu vực gần xã Châu Giang và chảy theo hướng Đông Nam, xuyên qua các địa phương như Bình Lục, Lý Nhân, cuối cùng hợp lưu với Sông Đáy. Dòng chảy của Sông Sắt có sự thay đổi trong suốt chiều dài của nó, từ các vùng thượng lưu có độ dốc cao đến khu vực hạ lưu bằng phẳng hơn.
- Đặc Điểm Dòng Chảy: Sông Sắt có chiều dài khoảng 50 km, dòng chảy của nó không ổn định, bị ảnh hưởng bởi điều kiện thời tiết, mưa lũ, và sự can thiệp của con người. Trong mùa mưa, dòng chảy của sông có thể mạnh mẽ, gây ngập úng ở một số khu vực. Vào mùa khô, mực nước giảm đáng kể, ảnh hưởng đến việc tưới tiêu cho nông nghiệp.

### Dòng Chảy Của Các Phụ Lưu Sông Sắt
Các phụ lưu của Sông Sắt là các nhánh nhỏ, tạo thành mạng lưới thủy lợi giúp hỗ trợ hệ thống tưới tiêu và điều hòa dòng chảy cho sông chính. Những phụ lưu này thường bắt nguồn từ các khu vực ven sông Sắt và chảy theo các hướng khác nhau:
1. Nhánh Nước Từ Thượng Lưu: Các phụ lưu ở thượng lưu thường là những con suối nhỏ, bắt nguồn từ các vùng đồi núi và chảy xuống phía dưới. Những nhánh này cung cấp một phần nguồn nước cho Sông Sắt.
2. Nhánh Phụ Ở Hạ Lưu: Các phụ lưu ở hạ lưu thường chảy qua các khu vực đồng bằng và có chiều dài lớn hơn. Những nhánh phụ này giúp chia nhỏ dòng chảy của Sông Sắt, đồng thời cung cấp nước cho các cánh đồng lúa và các khu vực canh tác khác trong vùng.

### Tương Quan Giữa Dòng Chảy Của Sông Sắt và Phụ Lưu
- Dòng Chảy Chính và Phụ Lưu: Dòng chảy của Sông Sắt và các phụ lưu có sự tương tác mật thiết, tạo thành một hệ thống thủy văn có tính chất điều hòa. Dòng chảy chính của Sông Sắt không chỉ cung cấp nước cho các phụ lưu mà ngược lại, các phụ lưu cũng góp phần điều tiết dòng nước, giảm thiểu tình trạng ngập úng hoặc khô cạn trong các mùa khác nhau.
- Tác Động Của Các Phụ Lưu: Các phụ lưu giúp phân phối nước từ dòng chính của Sông Sắt đến các khu vực xa hơn, đặc biệt là trong việc phục vụ cho việc tưới tiêu nông nghiệp. Những nhánh sông này đóng vai trò quan trọng trong việc phân bổ nước đến các vùng đất trũng và các cánh đồng lúa ven sông.

### Tác Động Của Mùa Mưa và Mùa Khô
- Mùa Mưa: Trong mùa mưa, lượng mưa lớn làm tăng lưu lượng nước trong Sông Sắt và các phụ lưu. Dòng chảy có thể mạnh mẽ và làm gia tăng mực nước sông, gây ra hiện tượng lũ lụt ở các khu vực xung quanh. Trong khi đó, các phụ lưu sẽ giúp điều hòa dòng chảy và giảm bớt nguy cơ ngập lụt tại những khu vực dễ bị ảnh hưởng.
- Mùa Khô: Vào mùa khô, lượng nước trong Sông Sắt và các phụ lưu có thể giảm xuống đáng kể. Các nhánh phụ có thể bị cạn kiệt hoặc chỉ còn một phần nhỏ dòng chảy, ảnh hưởng đến nguồn nước cho nông nghiệp và sinh hoạt của người dân. Vì vậy, vào mùa khô, việc duy trì mực nước ổn định trong các phụ lưu trở thành một yếu tố quan trọng đối với các hoạt động nông nghiệp.

### Sự Can Thiệp Của Con Người
Con người đã can thiệp vào dòng chảy của Sông Sắt và các phụ lưu thông qua việc xây dựng các công trình thủy lợi, đê điều, kênh mương để kiểm soát dòng nước. Mặc dù các phụ lưu này là tự nhiên, nhưng việc cải tạo và điều chỉnh dòng chảy của chúng giúp giảm thiểu lũ lụt và cung cấp nước tưới cho nông nghiệp trong mùa khô. Các công trình này đã làm thay đổi một phần dòng chảy tự nhiên, nhưng vẫn duy trì vai trò quan trọng của các phụ lưu trong hệ thống thủy văn.

### Kết Luận
Dòng chảy của Sông Sắt và các phụ lưu đóng vai trò quan trọng trong việc cung cấp nước cho các hoạt động nông nghiệp, điều hòa sinh thái và hỗ trợ giao thông thủy. Mặc dù phụ lưu của Sông Sắt có kích thước nhỏ hơn dòng chính, nhưng chúng vẫn giữ vai trò không thể thiếu trong hệ thống thủy văn của khu vực. Sự kết hợp giữa các nhánh sông và con sông chính tạo nên một mạng lưới tự nhiên giúp duy trì nguồn nước ổn định cho sinh hoạt và phát triển kinh tế của cộng đồng sống ven sông.

### Phụ Lưu của Sông Sắt
Phụ lưu của Sông Sắt là các nhánh nhỏ và con sông dẫn nước từ dòng chính của Sông Sắt, nằm trong hệ thống sông Đáy. Những phụ lưu này không chỉ đóng vai trò quan trọng trong việc duy trì dòng chảy của sông Sắt mà còn có ảnh hưởng lớn đến các hoạt động nông nghiệp, thủy lợi và sinh thái trong khu vực.